# リーノ・マルツォラッティ
リーノ・マルツォラッティ（Lino Marzoratti, 1986年10月21日 - ）は、イタリア・ロー出身の元サッカー選手。現役時代のポジションはディフェンダー。

## 経歴
2004-05シーズンにセリエAデビューを果たしたACミランの下部組織出身選手。U-20イタリア代表でもレギュラーとしてプレー、2005年のFIFAワールドユース選手権8強入りに貢献した。アレッサンドロ・ネスタが30代に突入し、ヤープ・スタムの去ったミランではパオロ・マルディーニの後継者として期待されていた。
2006-07シーズンに経験を積むためにエンポリFCへレンタル移籍し、翌シーズンは共同保有の形で再びエンポリに移籍する。シーズン終了後にミランへの復帰が噂されたが、同じくエンポリでミランとの共同保有中だったルカ・アントニーニがミランに復帰する際の条件としてエンポリに完全移籍をすることになった。
2009-10シーズン、カリアリ・カルチョへ移籍するもレギュラーを掴めず再びエンポリに復帰した。
2011年、USサッスオーロ・カルチョへ3年契約で移籍。2014年1月28日には、モデナFCへ2年半の契約で移籍した。
2017年、ACプラートへ移籍した。同クラブではレギュラーの座を掴み、リーグ戦32試合に出場し2得点を記録した。
2019年7月10日、カヴェーゼ1919に移籍した。
2018年1月29日、SSユーヴェ・スタビアと契約を締結し引き続きセリエCでプレーすることとなった。
2020年9月7日、カルチョ・レッコ1912に移籍した。

## タイトル

### クラブ
サッスオーロ
- セリエB : 2012-13

### 代表
イタリア U-21
- トゥーロン国際大会 : 2008